# Локапали
Локапа́ли (однина локапа́ла, санскр. लोकपाल), або Дікпали — «охоронці світу» — в індуїзмі божества-володарі сторін світу, які оберігають їх. Спершу їх було чотири, пізніше стало вісім. Також локапалами іноді називають слонів, які тримають землю — кожен зі своєї сторони і кожен належить певному божеству. Такий порядок був заведений Брахмою після повалення Нахуші і повернення Індри. 
| Божество | Сторона світу | Ім'я слона |
| -------- | ------------- | ---------- |
| Індра    | Схід          | Айраватта  |
| Агні     | Пд.-Схід      |            |
| Яма      | Південь       | Вамана     |
| Ніррті   | Пд.-Захід     |            |
| Варуна   | Захід         | Анджана    |
| Ваю      | Пн.-Захід     |            |
| Кубера   | Північ        | Сарвабхума |
| Ішана    | Пн.-Схід      |            |

Подібна система богів-охоронців має типологічну відповідність в індоєвропейській і в багатьох інших традиціях..

## Тлумачення відповідності богів до сторін світу
Сонце сходить на сході. Воно є джерелом всієї Енергії. Усі боги живуть на сході, а Індра, цар богів, став охоронцем Східної Сторони Світу.
Арії зневажливо відносилися до неарійських племен, що жили на півдні Індії. арійці розглядали південь як несприятливий, тому що там жили люди, що не є послідовниками арійського культу. Смерть — найстрашніше, що може відбутися, і тому Яма, Бог Смерті, став стражем Південної Сторони Світу.
На заході Індія омивається морем. Варуна, бог води, є охоронцем Західного Напрямку.
Вважалося, що Якшаси живуть на півночі. Тому володар Якшасів, Кубера, став охоронцем Північної Сторони.